# Озерецкое (платформа)
Озерецкое — ныне не существующий остановочный пункт Сахалинского региона Дальневосточной железной дороги.

## История
Открыт в 1926 году. Назван по расположению вблизи ныне не существующего одноимённого села, в котором был расположен.  Остановочный пункт законсервирован в 1993 году, к 1995 году платформа, как и вся ветка, были полностью разобрана.